# Synageles dalmaticus
Synageles dalmaticus là một loài nhện trong họ Salticidae.
Loài này thuộc chi Synageles. Synageles dalmaticus được Eugen von Keyserling miêu tả năm 1863.